# Сан Бенедето (Ријети)
Сан Бенедето је насеље у Италији у округу Ријети, региону Лацио.
Према процени из 2011. у насељу је живело 111 становника. Насеље се налази на надморској висини од 406 м.